# Torrance
Torrance – miasto w Stanach Zjednoczonych, w stanie Kalifornia, nad Oceanem Spokojnym, w zespole miejskim Los Angeles-Long Beach. Około 137,9 tys. mieszkańców.

## Urodzeni w Torrance
- Sherridan Atkinson – amerykańska siatkarka
- Lucy Lee – amerykańska aktorka pornograficzna
- Alyson Michalka – amerykańska aktorka, piosenkarka oraz autorka piosenek

## Galeria zdjęć

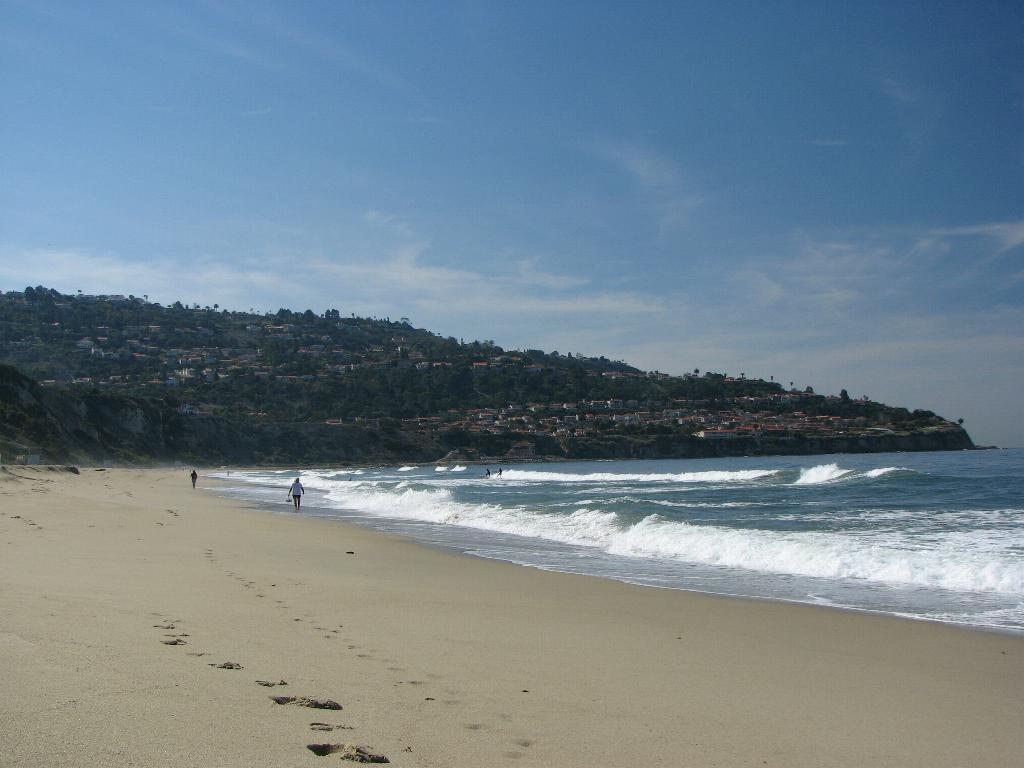
Plaża w Torrance położona pomiędzy półwyspem Palos Verdes a miastem Redondo Beach
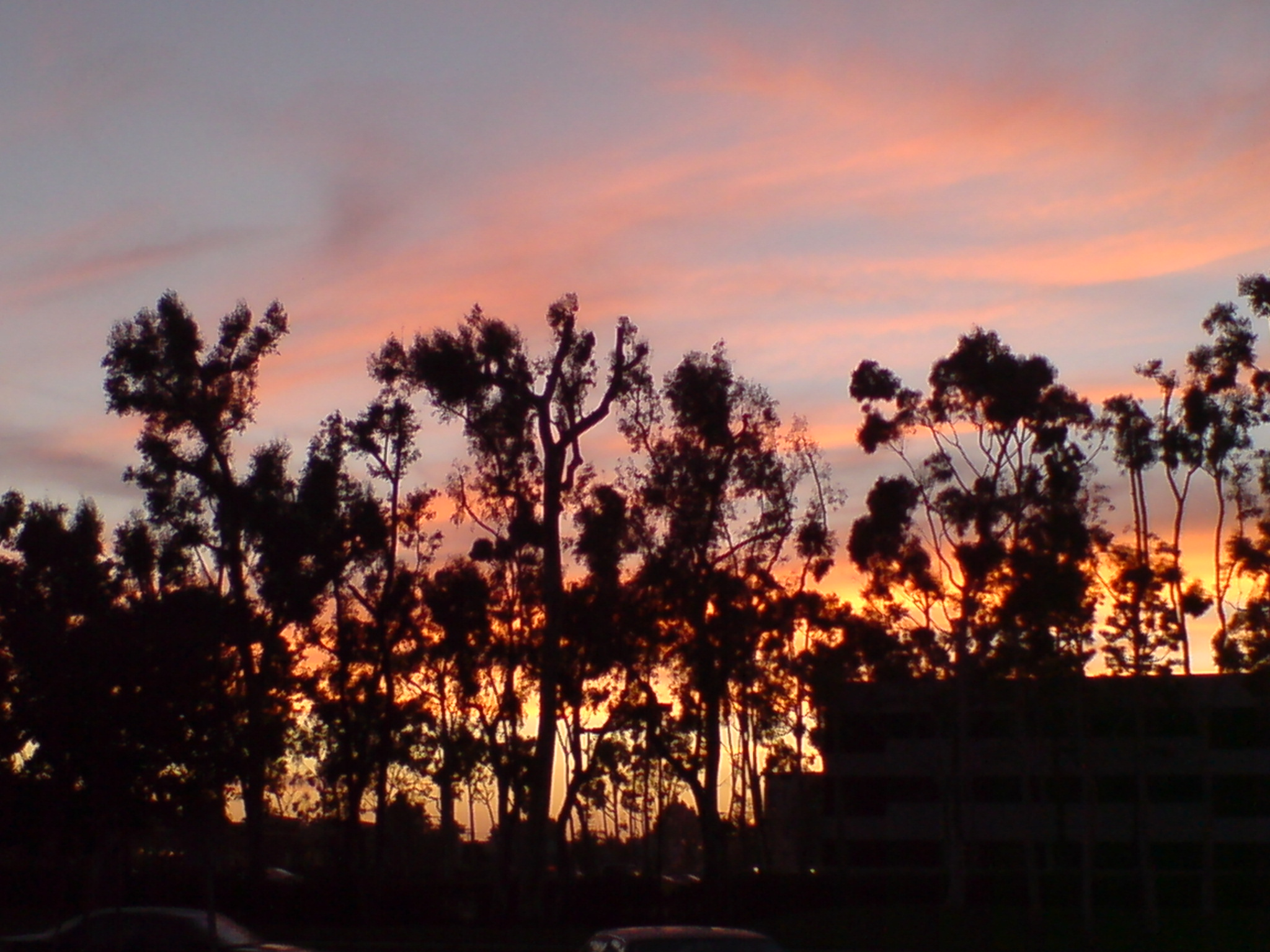
Wilson Park w Torrance o zachodzie słońca
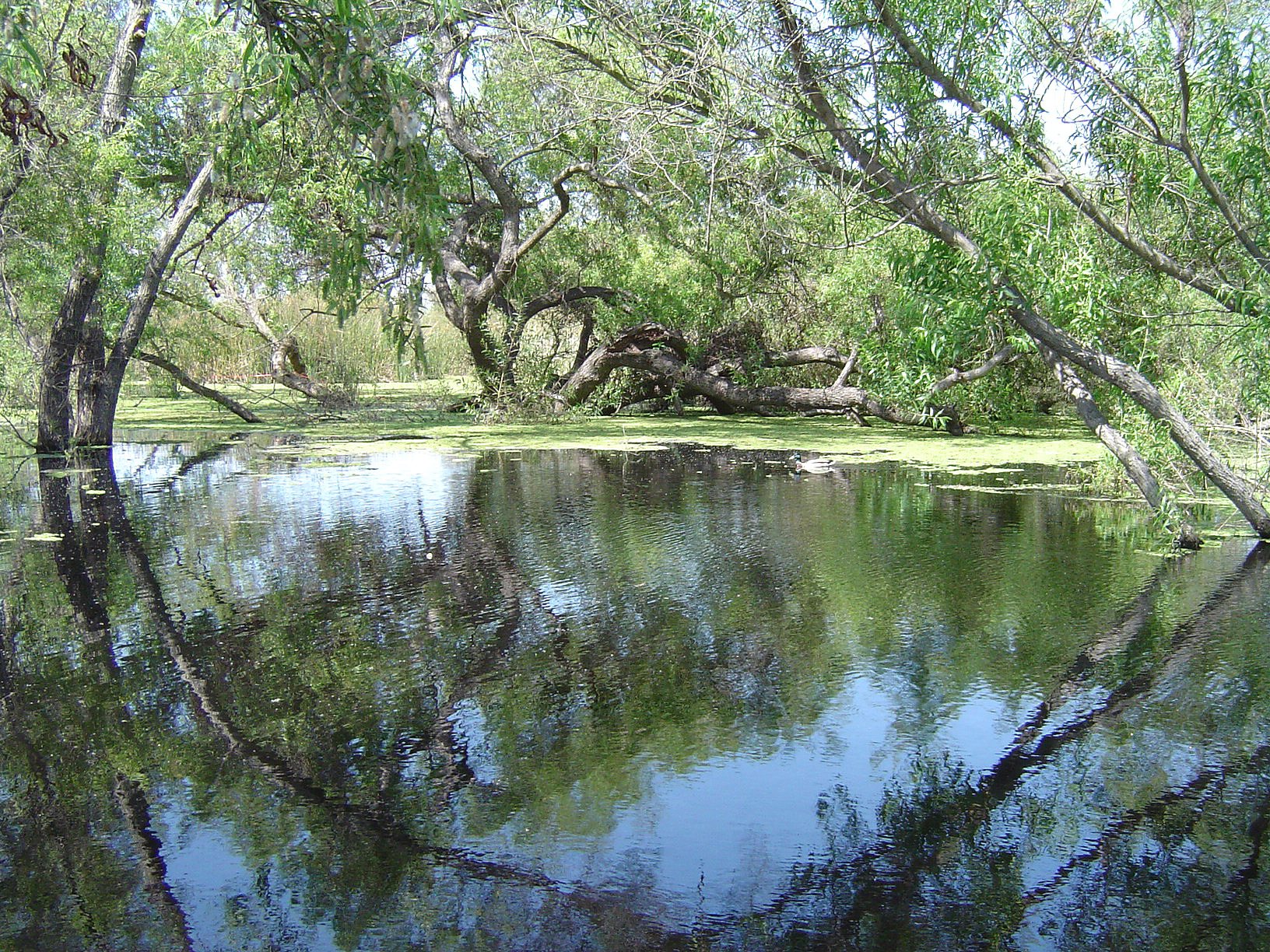
Park Madron Marsh w porze wiosennej